# Geoffrey Soupe

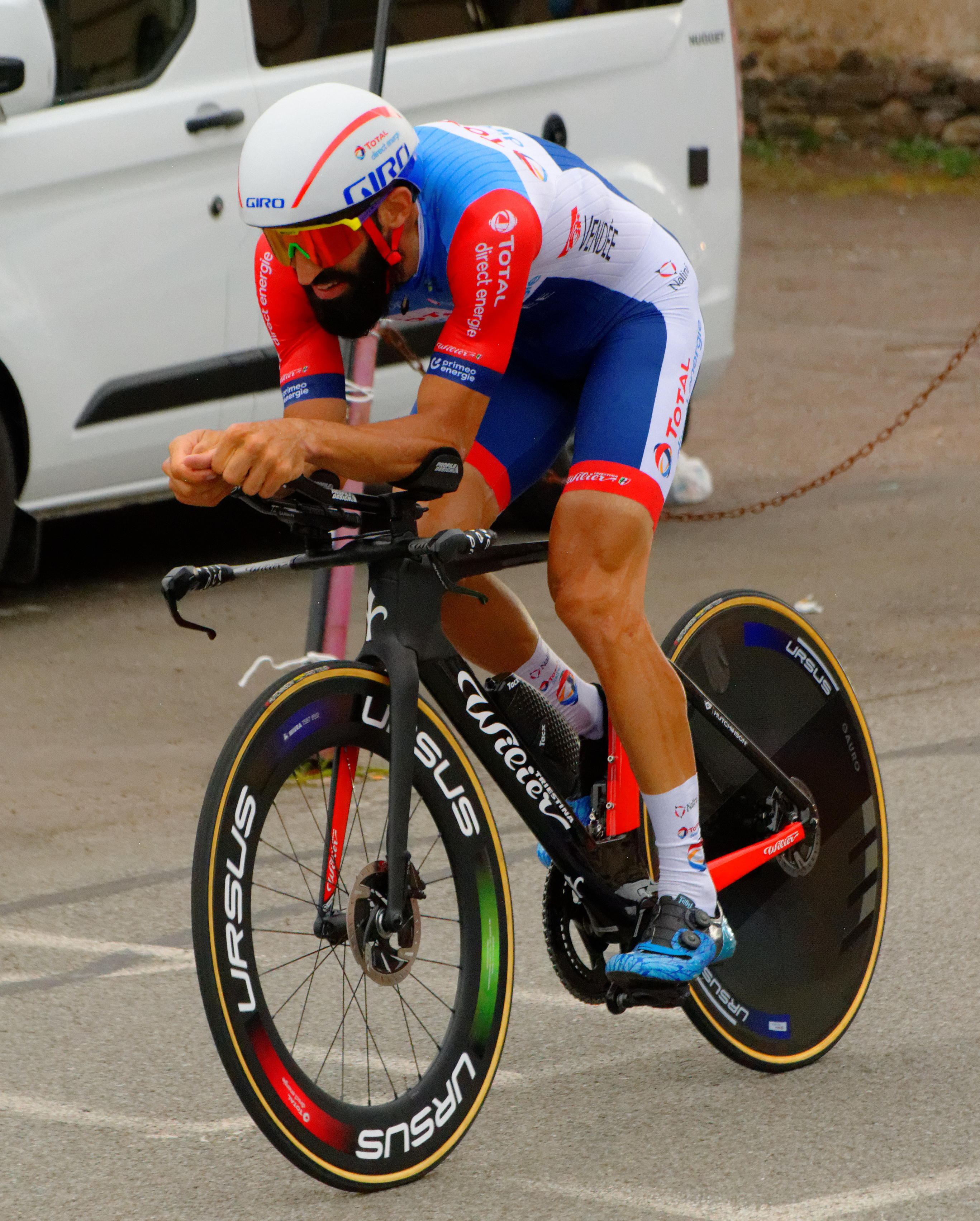
Geoffrey Soupe bei der 20. Etappe der Tour de France 2020

Geoffrey Soupe (* 22. März 1988 in Viriat) ist ein französischer Radrennfahrer.

## Sportliche Laufbahn
Geoffrey Soupe konnte 2008 die Gesamtwertung der Tour de Béarn für sich entscheiden. Im nächsten Jahr wurde er in der U23-Klasse unter anderem im Einzelzeitfahren Achter der Europameisterschaft und Dritter der französischen Meisterschaft wurde. Im nächsten Jahr wurde er nationaler Meister im Straßenrennen der U23-Klasse und bei der Europameisterschaft gewann er die Silbermedaille im Einzelzeitfahren.
Von 2011 bis 2014 ging Soupe für das französische ProTeam FDJ an den Start, für das er Etappen La Tropicale Amissa Bongo und der Tour Alsace gewinnen konnte und mit dem Giro d’Italia 2012 seine erste Grand Tour als 76. beendete. Von 2015 bis 2019 fuhr er für die französische Équipe Cofidis, bevor er 2020 zum Total Direct Énergie wechselte. Nach 11 Jahren ohne Sieg gewann er zu Beginn der Saison 2023 die erste Etappe der La Tropicale Amissa Bongo Ondimba und sicherte sich mit drei weiteren Podestplätzen auch den Gewinn der Gesamtwertung. Bei der Vuelta a España 2023 erzielte er den bisher größten Erfolg seiner Karriere, als er überraschend die siebte Etappe im Massensprint gewann und damit im Alter von 35 Jahren den ersten Sieg auf der UCI WorldTour einfuhr.

## Erfolge
2010
- Französischer Meister – Straßenrennen (U23)
- Europameisterschaft – Einzelzeitfahren (U23)

2011
- eine Etappe La Tropicale Amissa Bongo
- eine Etappe Tour Alsace

2023
- Gesamtwertung, eine Etappe und Punktewertung La Tropicale Amissa Bongo
- eine Etappe Vuelta a España

## Grand Tours-Platzierungen
| Grand Tour            | 2012 | 2013 | 2014 | 2015 | 2016 | 2017 | 2018 | 2019 | 2020 | 2021 | 2022 | 2023 |
| --------------------- | ---- | ---- | ---- | ---- | ---- | ---- | ---- | ---- | ---- | ---- | ---- | ---- |
| Giro d’ItaliaGiro     | 76   | –    | –    | –    | –    | –    | –    | –    | –    | –    | –    | –    |
| Tour de FranceTour    | –    | –    | –    | 123  | 142  | –    | –    | –    | 123  | –    | –    | –    |
| Vuelta a EspañaVuelta | –    | DNF  | 94   | DNF  | –    | –    | –    | –    | –    | –    | –    | 101  |